# Nesomyrmex larsenae
Nesomyrmex larsenae  (лат.) — вид мелких муравьёв рода Nesomyrmex (Formicidae) из подсемейства Myrmicinae.

## Распространение
Южная Африка (Northern Cape).

## Описание
Длина головы (HL) 0.688–0.718 мм; ширина головы (HW) 0.531–0.541 мм; головной индекс (CI) 75–77; длина скапуса (SL) 0.0.462–0.470 мм; индекс скапуса (SI) 87. Промезонотум без отстоящих волосков. Проподеум округлый без шипиков. Брюшко гладкое и блестящее. Усики 12-члениковые с булавой из 3 сегментов. Жвалы с 5 зубцами. Стебелёк между грудкой и брюшком состоит из двух члеников: петиолюса и постпетиолюса (последний четко отделен от брюшка), жало развито. Мелкие почвенные муравьи (длина около 3 мм) красновато-коричневого цвета (брюшко темнее), похожие на представителей рода Leptothorax.

## Систематика
Вид включён в состав группы simoni species-group (Formicoxenini, или Crematogastrini). Близок к видам Nesomyrmex nanniae, Nesomyrmex ruani и Nesomyrmex entabeni с невооружённым проподеумом, непокрытом волосками. Ранее представители рода рассматривались в составе рода Leptothorax. Вид был впервые описан в 2008 году африканскими энтомологами Н. Мбанияна (Nokuthula Mbanyana) и Х. Робертсоном (Hamish G. Robertson; Natural History Collections Department, Iziko South African Museum, Кейптаун, Южная Африка) по материалам из Южной Африки. Видовое название дано в честь Д. Ларсена (Dawn Larsen; Iziko South African Museum), участника сборов коллекционного материала муравьёв.